# Démocrates pour une Bulgarie forte
Démocrates pour une Bulgarie forte (en bulgare : Демократи за силна България, Demokrati za silna Balgaria ; abrégé ДСБ, DSB) est un parti politique bulgare membre du Parti populaire européen, dont le leader actuel est Atanas Atanassov.
Il a été fondé le 29 mai 2004 par Ivan Kostov, ancien Premier ministre et ancien dirigeant de l'Union des forces démocratiques. C'est un parti conservateur, membre de la Coalition bleue pour les élections européennes de 2009, puis du Bloc réformateur lors des élections suivantes en 2014.

## Résultats électoraux

### Élections législatives
| Année   | Voix             | %                | Rang             | Élus     | +/- | Gouvernement        |
| ------- | ---------------- | ---------------- | ---------------- | -------- | --- | ------------------- |
| 2005    | 234 788          | 6,44             | 5e               | 17 / 240 | 17  | Opposition          |
| 2009    | Au sein de SK    | Au sein de SK    | Au sein de SK    | 15 / 240 | 2   | Opposition          |
| 2013    | 103 638          | 2,93             | 7e               | 0 / 240  | 15  | Extra-parlementaire |
| 2014    | Au sein de RB    | Au sein de RB    | Au sein de RB    | 23 / 240 | 23  | Opposition          |
| 2017    | Au sein de NR    | Au sein de NR    | Au sein de NR    | 0 / 240  | 23  | Extra-parlementaire |
| 04/2021 | Au sein de DB    | Au sein de DB    | Au sein de DB    | 12 / 240 | 12  | Aucun               |
| 06/2021 | Au sein de DB    | Au sein de DB    | Au sein de DB    | 17 / 240 | 5   | Aucun               |
| 11/2021 | Au sein de DB    | Au sein de DB    | Au sein de DB    | 7 / 240  | 10  | Petkov              |
| 2022    | Au sein de DB    | Au sein de DB    | Au sein de DB    | 8 / 240  | 1   | Aucun               |
| 2023    | Au sein de PP-DB | Au sein de PP-DB | Au sein de PP-DB | 10 / 240 | 2   | Denkov              |
| 06/2024 | Au sein de PP-DB | Au sein de PP-DB | Au sein de PP-DB | 8 / 240  | 2   | Aucun               |
| 10/2024 | Au sein de PP-DB | Au sein de PP-DB | Au sein de PP-DB | 6 / 240  | 2   | Opposition          |